# Ludwigshöhe (Straßlach-Dingharting)
Die Ludwigshöhe ist ein Hügel und lokal höchste Erhebung bei Kleindingharting. Der Name stammt von König Ludwig, der hier eine Sommerresidenz bauen wollte, zu der es jedoch nie gekommen ist.
An der Ludwigshöhe liegt die Frimmerkapelle. Durch einen Drei-Sekunden-Take, der in zahlreichen Folgen der erfolgreichen Fernsehserie Hubert ohne Staller (als Szenentrenner) verwendet wird, wurde sie einer weit überregionalen Öffentlichkeit bekannt. Die Einstellung wurde in Untersicht gedreht, was die Kapellenlage auf der Anhöhe betont, und zeigt, wie sie vom alten Streifenwagen passiert wird. 
Von der Ludwigshöhe hat man nach Süden Ausblicke bis zu den Alpen und der Zugspitze.

## Galerie

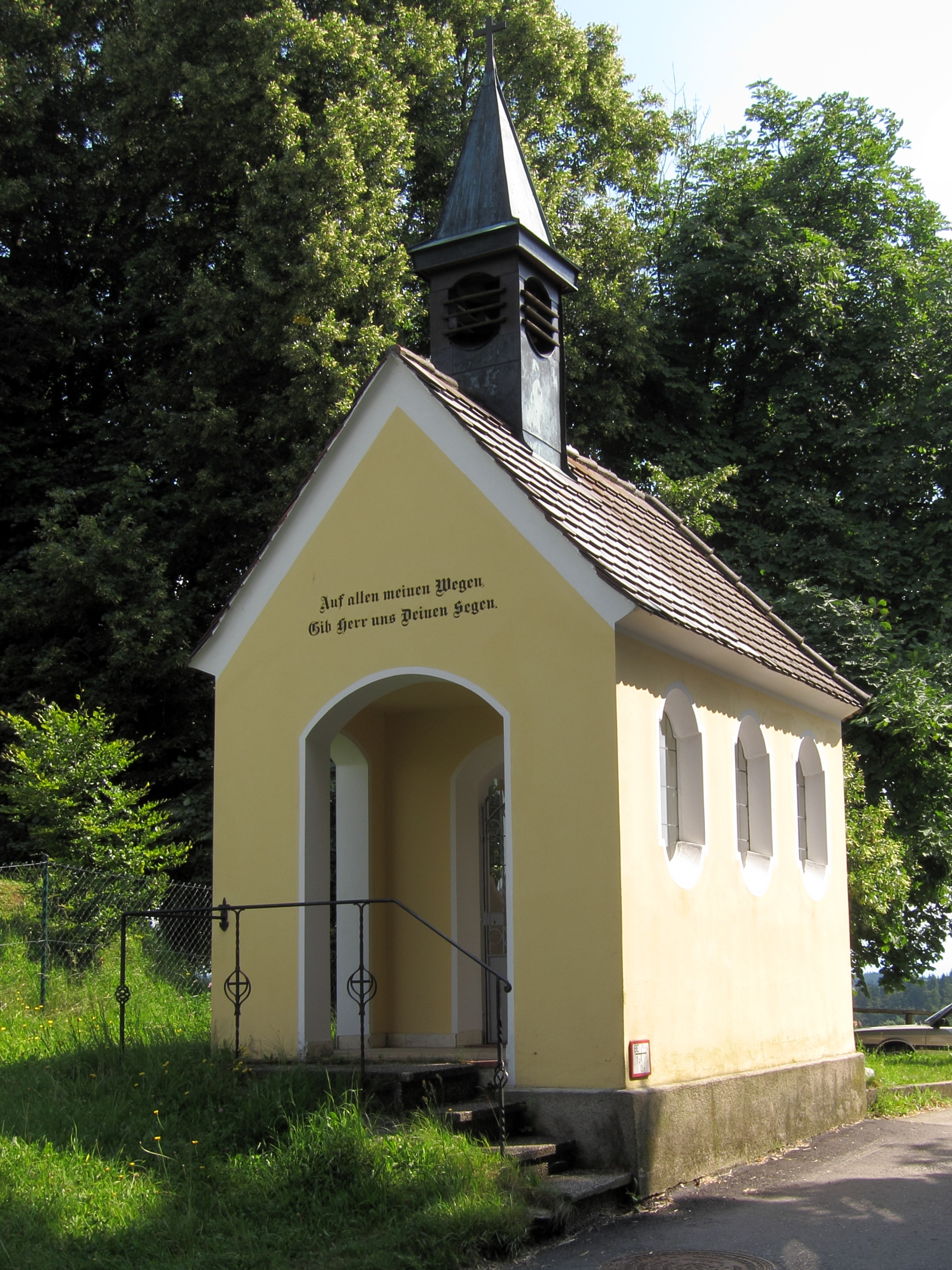
Frimmerkapelle